# Марко Подвижник
Марко Подвижник је био аскета и чудотворац.
Замонашен је од свог учитеља Светог Јована Златоуста у четрдесетој години својој, Марко проведе још шездесет година у Нитријској пустињи у посту, молитви и писању књига. Знао цело Свето писмо наизуст. Био је много милостив и плакао над бедом сваког Божјег створења. Верује се да се једном плачући помоли Богу за слепо штене једне хијене, и штене прогледа. Из благодарности донесе му хијена-мајка једну овнујску кожу, али светитељ забрани хијени да убудуће коље овце бедних људи. Примао причешће из руку анђелских. Његове беседе о закону духовном, о покајању, о трезвењу итд. спадају у првокласну црквену књижевност, похваљивао их је и сам Фотије патријарх.
Српска православна црква га слави 5. марта по црквеном, а 18. марта по грегоријанском календару.